# Rushian Hepburn-Murphy
Rushian Hepburn-Murphy (Birmingham, 19 september 1998) is een Engels voetballer die bij voorkeur als aanvaller speelt. Hij stroomde in 2014 door uit de jeugd van Aston Villa.

## Clubcarrière
Hepburn-Murphy werd geboren in Birmingham en is een jeugdproduct van Aston Villa. Op 14 maart 2015 maakte hij zijn opwachting in het eerste elftal, toen hij in de uitwedstrijd tegen Sunderland na 83 minuten mocht invallen voor Christian Benteke. Op dat moment stond Aston Villa 0–4 voor nadat Gabriel Agbonlahor en Benteke elk twee treffers voor hun rekening namen. Met zijn 16 jaar en 176 dagen is Hepburn-Murphy de op een na jongste speler in de clubhistorie. Hij is ook de jongste debutant in de Premier League.

## Interlandcarrière
Op 29 november 2013 debuteerde Hepburn-Murphy voor Engeland –16 tegen Schotland –16. Daarna speelde hij ook interlands tegen Brazilië –16, de Verenigde Staten –16 en Portugal –16.

## Statistieken
| Club        | Seizoen | Premier League | Premier League | FA Cup | FA Cup | League Cup | League Cup | Europa | Europa | Andere | Andere | Totaal | Totaal |
| Club        | Seizoen | Wed            | Goals          | Wed    | Goals  | Wed        | Goals      | Wed    | Goals  | Wed    | Goals  | Wed    | Goals  |
| ----------- | ------- | -------------- | -------------- | ------ | ------ | ---------- | ---------- | ------ | ------ | ------ | ------ | ------ | ------ |
| Aston Villa | 2014–15 | 1              | 0              | 0      | 0      | 0          | 0          | 0      | 0      | 0      | 0      | 1      | 0      |
| Aston Villa | Totaal  | 1              | 0              | 0      | 0      | 0          | 0          | 0      | 0      | 0      | 0      | 1      | 0      |